# Dugesia uenorum
Dugesia uenorum és una espècie de triclàdide dugèsid que habita Cèlebes, Indonèsia.

## Morfologia
D. uenorum és una espècie relativament petita i amb poca pigmentació. Els espècimens sexualment madurs preservats poden arribar a mesurar fins a 10 mm de longitud i 2,5 mm d'amplada.